# Pojezierze Myśliborskie (Natura 2000)
Pojezierze Myśliborskie (kod PLH320014) – specjalny obszar ochrony siedlisk sieci Natura 2000, zlokalizowany na terenie województwa zachodniopomorskiego. Obszar obejmuje powierzchnię 4406,84 ha. Teren składający się z dwóch powiązanych ze sobą enklaw wyznaczony został w celu długotrwałego zabezpieczenia naturalnych siedlisk życia oraz populacji zagrożonych wymarciem gatunków roślin takich jak lipiennik Loesela. 

## Siedliska pod ochroną(zkodem siedlisk)
- 3140 twardowodne oligo- i mezotroficzne zbiorniki z podwodnymi łąkami ramienic (Charcteria spp.)
- 3150 starorzecza i naturalne eutroficzne zbiorniki wodne ze zbiorowiskami z Nympheion, Potamion;
- 6210 murawy kserotermiczne (Festuco-Brometea i ciepłolubne murawy z Asplenion septentrionalis Festucion pallentis)

- 6410 zmiennowilgotne łąki trzęślicowe (Molinion)
- 6510 niżowe i górskie świeże łąki użytkowane ekstensywnie (Arrhenatherion elatioris),
- 7210 Torfowiska nakredowe (Cladietum marisci, Caricetum buxbaumii, Schoenetum nigricantis)
- 7230 górskie i nizinne torfowiska zasadowe o charakterze młak, turzycowisk i mechowisk,
- 9130 żyzne buczyny (Dentario glandulosae Fagenion, Galio odorati-Fagenion)

- 9160 grąd subatlantycki (Stellario-Carpinetum)

- 91E0 łęgi wierzbowe, topolowe, olszowe i jesionowe (Salicetum albo-fragilis, Populetum albae,Alnenion glutinoso-incanae) i olsy źródliskowe,
- 91F0 łęgowe lasy dębowo-wiązowo-jesionowe (Ficario-Ulmetum),